# Cabin Crew
Cabin Crew ist ein australisches Dance-Music-Duo aus Sydney, bestehend aus Ben Garden und Rob Kittler. Während Kittler als DJ unterwegs war, war Garden als Musikproduzent tätig. Um 2000 begann ihre Zusammenarbeit. Ihre bekannteste Single erschien 2005: Ein House-Remix der 1988er Single Waiting for a Star to Fall des US-amerikanischen Pop-Duos Boy Meets Girl. Die zweite Single Can´t Stop It konnte sich nicht mehr in den Charts platzieren.